# شارون جوردن
شارون جوردن (بالإنجليزية: Sharon Jordan) هي ممثلة أمريكية، ولدت في 11 مارس 1960 في فونتانا في الولايات المتحدة.

## وصلات خارجية
- شارون جوردن على موقع IMDb (الإنجليزية)
- شارون جوردن على موقع قاعدة بيانات الفيلم (الإنجليزية)